# Jamalsko-Nieniecki Okręg Autonomiczny
Jamalsko-Nieniecki Okręg Autonomiczny (ros. Ямало-Ненецкий автономный округ) – jednostka podziału administracyjnego w obrębie Federacji Rosyjskiej.

## Położenie
Okręg położony jest w strefie arktycznej Niziny Zachodniosyberyjskiej na Skrajnej Północy o powierzchni 769 tys. km², tj. obszar ca 2,4 raza większy od terytorium Polski. Najdalej na południe wysunięty skrawek okręgu oddalony jest na południe od północnego kręgu polarnego o 800 km. Ponad połowa terytorium leży za kręgiem polarnym. W skład terytorium okręgu wchodzi Półwysep Jamalski.
Od wschodu graniczy z Krajem Krasnojarskim, od południa z Chanty-Mansyjskim Okręgiem Autonomicznym – Jugrą, od zachodu z Republiką Komi i Nienieckim Okręgiem Autonomicznym, a od północy oblewają go wody Morza Karskiego.

## Powierzchnia

### Rzeźba terenu
Na terenie Okręgu występują dwa zasadnicze rodzaje rzeźby terenu: równiny i góry. Równiny w 90% leżą na wysokości poniżej 100 m n.p.m.
Górska część Okręgu zajmuje niezbyt szeroki pas wzdłuż Uralu Polarnego. Średnia wysokość masywów górskich w tym rejonie to 600–800 m. Sam Ural Polarny wznosi się na wysokość 1200–1300 m. Najwyższymi szczytami Jamalsko-Nienieckiego OA są góra Paj-Er – 1499 m n.p.m., oraz góra Kołokolnia – 1305 m n.p.m.

## Klimat
Teren Okręgu leży w trzech strefach klimatycznych: polarnej, subpolarnej i umiarkowanej chłodnej. Miejscowy klimat charakteryzuje się dużymi zmianami temperatury i innych warunków pogodowych na przestrzeni roku, długą, chłodną i surową zimą z silnymi burzami śnieżnymi i zamieciami.
Najniższa zanotowana temperatura to –56 °C. Lato jest krótkie, średnio trwa ok. 50 dni.
Strefa klimatu polarnego obejmuje wyspy na Morzu Karskim oraz północną część Półwyspu Jamał i Półwyspu Gydańskiego. Tu właśnie najbardziej widoczne są cechy klimatu Okręgu: zima jest bardzo długa i ciężka, a burze śnieżne i zamiecie – najsilniejsze. Także tu notuje się najniższe temperatury (absolutne minimum –56 °C).
W okresie zimowym grubość pokrywy śnieżnej nie przekracza 40 cm. Wiosna pojawia się późno. Temperatury nocą nie spadają poniżej 0 °C jedynie w lipcu. Często występuje wysoki poziom zachmurzenia. Jesienią do pochmurnej pogody dołączają silne wiatry.
Temperatura zwykle spada na stałe poniżej zera już we wrześniu, czasami jednak zdarzają się cieplejsze lata i wówczas w czasie dnia przyjmuje ona wartości dodatnie jeszcze w październiku, a wody zamarzają dopiero w listopadzie.
Subpolarna strefa klimatyczna zajmuje położone bardziej na południe części półwyspów Jamał i Gydańskiego. Lato (albo raczej ciepła pora roku, bez przymrozków) w tym rejonie trwa dłużej, do 68 dni. Opady głównie w ciepłej porze roku, w formie deszczu.
Południowa część regionu, położona na Nizinie Zachodniosyberyjskiej leży strefie klimatów umiarkowanych chłodnych, skrajnie kontynentalnych. Średnia temperatury są wyższe. Pokrywa śniegowa osiąga grubość 60–80 cm. i zalega od połowy października do połowy maja. Lato dość ciepłe i wilgotne. Okres bez przymrozków wynosi ok. 100 dni.

## Ludność

### Narodowości
Zdecydowaną większość ludności Jamalsko-Nienieckiego OA stanowią Rosjanie (59,2%). Ponadto na terenie Okręgu mieszkają:
- Ukraińcy (17,2%)
- Tatarzy (5,3%)
- Białorusini (2,8%)
- Baszkirzy (1,4%)
- Komiacy (1,2%)
- Mołdawianie (1,1%)
- pozostała ludność napływowa (5,7%)

Rdzenni mieszkańcy Okręgu stanowią 6,1% populacji i są to:
- Nieńcy (4,2%)
- Chantowie (1,5%)
- Selkupowie (0,4%)

### Gęstość zaludnienia
Średnia gęstość zaludnienia w Jamalsko-Nienieckim OA wynosi 0,7 os./km² W praktyce istnieją duże rozbieżności pomiędzy różnymi częściami kraju. W miastach i w ich pobliżu jest to kilkadziesiąt, a nawet ponad kilkaset osób na km², zaś na pozostałych obszarach pozamiejskich 1 osoba przypada na kilkadziesiąt km².

### Miasta

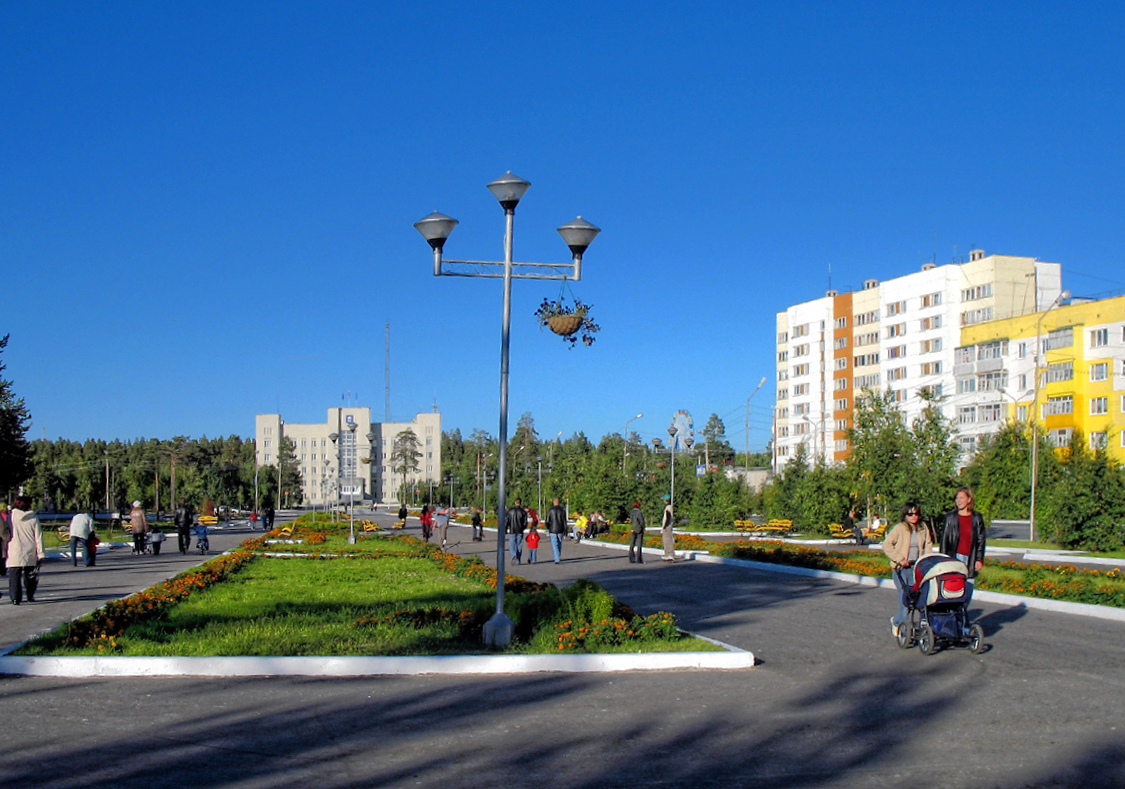
Nojabr´sk

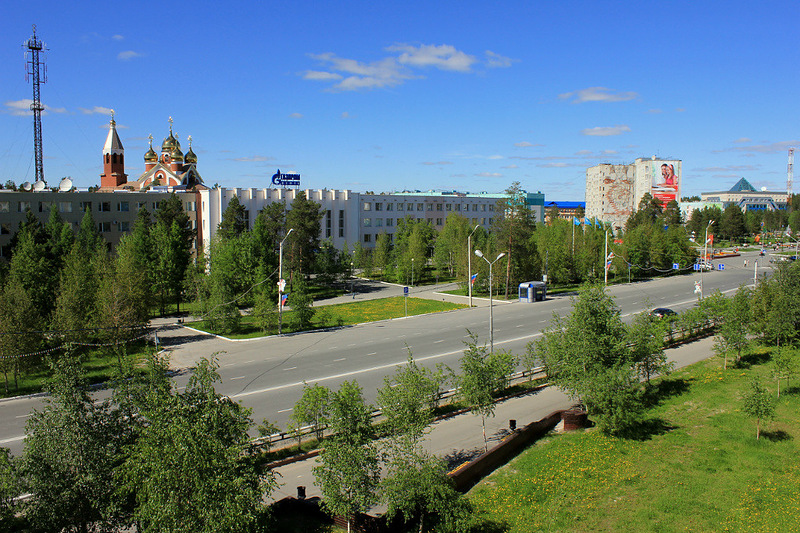
Nojabr´sk

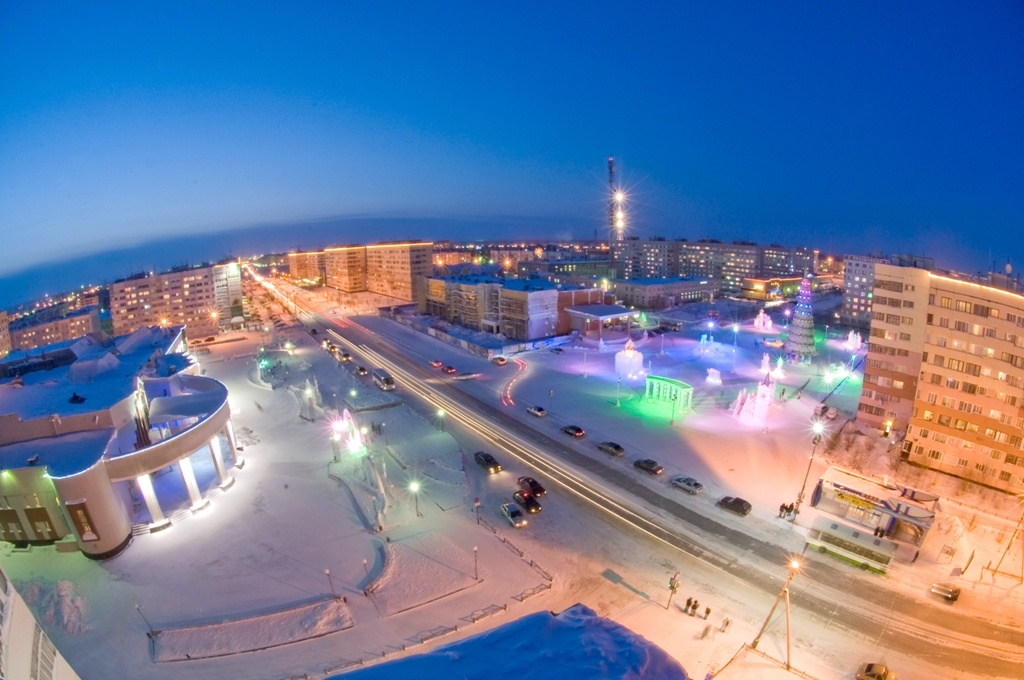
Nowy Urengoj

Stolicą Okręgu jest miasto Salechard. Największymi miastami na terenie Autonomii są Nowy Urengoj i Nojabr´sk.
Ludność miejska stanowi 82,8% populacji okręgu.
Najważniejsze miasta i osiedla (stan na 1 stycznia 2005)
| Miasto       | Nazwa rosyjska | Liczba mieszkańców |
| ------------ | -------------- | ------------------ |
| Nowy Urengoj | Новый Уренгой  | 109 108            |
| Nojabr´sk    | Ноябрьск       | 106 860            |
| Nadym        | Надым          | 49 248             |
| Salechard    | Салехард       | 38 343             |
| Murawlenko   | Муравленко     | 36 812             |
| Łabytnangi   | Лабытнанги     | 27 402             |
| Gubkinskij   | Губкинский     | 21 591             |
| Tarko-Sale   | Тарко-Сале     | 19 529             |
| Pangody      | Пангоды        | 10 972             |
| Urengoj      | Уренгой        | 9450               |
| Charp        | Харп           | 7153               |
| Tazowskij    | Тазовский      | 6410               |
| Zapoliarnyj  | Заполярный     | 1008               |

## Podział administracyjny
Z obszaru Jamalsko-Nienieckiego OA – wyodrębnione są tereny większości dużych miast. Obejmują one obszar samego miasta, czasem również kilku miejscowości położonych w pobliżu. Okręgów takich jest 7. Pozostała powierzchnia Okręgu podzielona jest na 7 rejonów.

### Okręgi miejskie
| Okręg miejski | Nazwa rosyjska | liczba mieszkańców |
| ------------- | -------------- | ------------------ |
| Salechard     |                | 38 531             |
| Gubkinski     |                | 21 591             |
| Labytnangi    |                | 34 905             |
| Murawlenko    |                | 36 812             |
| Nadym         |                | 49 248             |
| Nojabr´sk     |                | 106 860            |
| Nowy Urengoj  |                | 109 108            |

### Rejony
Pozamiejska powierzchnia Jamalsko-Nienieckiego OA podzielona jest na 7 rejonów.
| Rejon            | Nazwa rosyjska          | Liczba mieszkańców | W tym: miasto | W tym: wieś | Siedziba władz |
| ---------------- | ----------------------- | ------------------ | ------------- | ----------- | -------------- |
| Jamalski         | Ямальский район         | 15 478             | ---           | 15 478      | Jar-Sale       |
| Krasnosielkupski | Красноселькупский район | 6264               | ---           | 6264        | Krasnosielkup  |
| Nadymski         | Надымский район         | 21 088             | 11 980        | 9108        | Nadym          |
| Priuralski       | Приуральский район      | 7996               | ---           | 7996        | Aksarka        |
| Purowski         | Пуровский район         | 49 196             | 28 979        | 20 217      | Tarko-Sale     |
| Szurymkarski     | Шурышкарский район      | 9718               | ---           | 9718        | Muży           |
| Tazowski         | Тазовский район         | 16 571             | 6410          | 10 161      | Tazowskij      |

## Władze
Organem prawodawczym jest miejscowy parlament – Duma Państwowa Jamalsko-Nienieckiego Okręgu Autonomicznego (ros. Государственная Дума Ямало-Ненецкого автономного округа), złożona z 21 członków. Stanowione przez ten organ prawa dotyczą spraw lokalnych i nie mogą być sprzeczne z ustawodawstwem ogólnorosyjskim.
Głową Okręgu jest gubernator. Obecnie, od 1994 funkcję tę sprawuje Jurij. W. Niejołow.

## Języki urzędowe
Zasadniczym językiem urzędowym Okręgu jest, podobnie jak w całej Rosji język rosyjski. Na terenie Jamalsko-Nienieckiego OA specjalny status posiadają języki autochtonicznych narodów: nieniecki, chantyjski i selkupski, jednak w praktyce ich znaczenie jest symboliczne, jako że zaledwie nieco ponad połowa spośród 8760 zamieszkujących kraj Chantów i ok. 35% spośród ok. 2500 Selkupów żyjących w OA zna język ojczysty. Znajomość języka nienieckiego jest większa z racji większej liczebności tego narodu, ale także i on powoli traci znaczenie, gdyż spośród ponad 22 000 Nieńców ojczystym językiem posługuje się zaledwie 66%.

## Tablice rejestracyjne
Tablice pojazdów zarejestrowanych w Jamalsko-Nienieckim Okręgu Autonomicznym mają oznaczenie 89 w prawym górnym rogu nad flagą Rosji i literami RUS.